# Hélène Hardy
Pour les articles homonymes, voir Hardy.
Hélène Hardy, née le 1er janvier 1953, est une femme politique française. Cadre et conseillère fédérale d'Europe Écologie Les Verts, elle est la première femme transgenre à occuper des fonctions politiques importantes[évasif] en France.

## Études et carrière
Après avoir fait ses études secondaires à Saint-Omer, Hélène Hardy effectue ses études supérieures à l'université Lille-I.
Elle dirige la maison de l'emploi de Villeneuve-d'Ascq jusqu’en 2017,,.

## Parcours politique
Elle commence sa carrière politique dans les années 1970 avec Les Amis de la Terre et figure sur la liste Lille écologie menée par Pierre Radanne aux élections municipales de 1977 à Lille. En 1978, lors des législatives, elle est candidate face à Pierre Mauroy dans la deuxième circonscription du Nord, sous son nom de naissance Xavier Hardy.
Elle est candidate aux élections départementales de mars 2015 dans le canton de Villeneuve-d'Ascq aux côtés de Sandrine Rousseau et recueille 8,84 % des voix,,.
Elle devient conseillère fédérale d’Europe Écologie Les Verts en 2016,. Au congrès d'EELV du 30 novembre 2019, elle est élue au bureau exécutif du parti où elle occupe la fonction de déléguée aux élections et aux relations avec les partis politiques .
En 2017, elle est candidate aux élections législatives dans la deuxième circonscription du Nord et recueille 4,84 % des voix exprimées.
Hélène Hardy est la première femme transgenre à accéder à la direction nationale d’un parti politique français, en 2016, et la troisième femme transgenre à se présenter à des élections législatives en France, en 2017, quinze ans après la candidature écologiste de Camille Cabral, en 2002, suivie par la communiste Camille Barré en 2007. Pour ces dernières élections, elle est soutenue notamment par Sandrine Rousseau.
Au premier tour des élections municipales de 2020, Hélène Hardy est présente en cinquième position sur la liste Europe Écologie Les Verts-Front de gauche « Villeneuve d'Ascq citoyenne écolo solidaire », emmenée par Pauline Ségard. Entre les deux tours, elle est reléguée en neuvième position, ce qui ne lui permet pas d’être élue conseillère municipale, la liste obtenant sept sièges. Elle rejoint cependant le conseil municipal villeneuvois le 13 février de 2024 à la suite d'une démission.
Candidate au congrès d'EELV de 2022, Hélène Hardy propose de « réorganiser le parti, d'adapter notre manière de parler et de revoir la priorisation de nos revendications » pour correspondre davantage aux préoccupations « des banlieues et de la ruralité ».

## Vie privée
Hélène Hardy a été mariée deux fois,.
Transgenre — c'est-à-dire qu'elle a une identité de genre différente de son genre assigné —, elle a « pris conscience d’être une fille depuis l’âge de 4 ou 5 ans », mais entame des modifications d'état civil et biologiques en 2015,.

## Positionnements
Elle a déclaré : 
Je ne suis pas la candidate transgenre qui ne s’occupe que de ça mais cela sert la cause transgenre. C’est un peu facile à dire mais par ma simple candidature, je milite » ainsi que : « Je milite pour la banalité de la réalité transgenre.

« Je ne suis pas une candidate transgenre, je suis une candidate écolo qui est par ailleurs transgenre. »
Le 22 février 2025 elle démissionne du Bureau Exécutif d'EELV suite au communiqué sur l'affaire Rousseau/Bayou, qu'elle juge insatisfaisant. Elle déclare : «Le fait qu’il n’y ait pas un mot sur le fait qu’on aurait commis des erreurs est très malsain et dénote un manque de courage et de clairvoyance [...] J’ai proposé trois fois qu’on inscrive “par voie de conséquence, Julien Bayou est innocent des faits qui lui sont reprochés”, on me l’a enlevé trois fois».

## Mandats
- 2016-novembre 2019 : conseillère fédérale d’Europe Écologie Les Verts
- novembre 2019 - février 2025 : membre du bureau exécutif d'EELV, déléguée nationale aux élections et aux relations avec les partis politiques[10]
- février 2024 - en cours : conseillère municipale de Villeneuve d'Ascq